# NGC 6497
NGC 6497 = NGC 6498 ist eine Balken-Spiralgalaxie vom Hubble-Typ SBb im Sternbild Drache am Nordsternhimmel. Sie ist schätzungsweise 350 Millionen Lichtjahre von der Milchstraße entfernt und hat einen Durchmesser von etwa 130.000 Lichtjahren.
Im selben Himmelsareal befindet sich u. a. die Galaxie NGC 6489.
Das Objekt wurde am 16. September 1884 von Lewis A. Swift entdeckt. Swift notierte bei dieser Beobachtung „close s of middle * of 3 in a line, middle * the fainter“. Auf Grund seiner Notizen „B * nr; F * v nr.“ bei der folgenden Beobachtung am 26. September 1884 kam es trotz nahezu identischer Positionsangabe unter NGC 6498 zum zweiten Eintrag im Katalog.